# Géranium Herbe à Robert
Geranium robertianum
Espèce
Classification phylogénétique

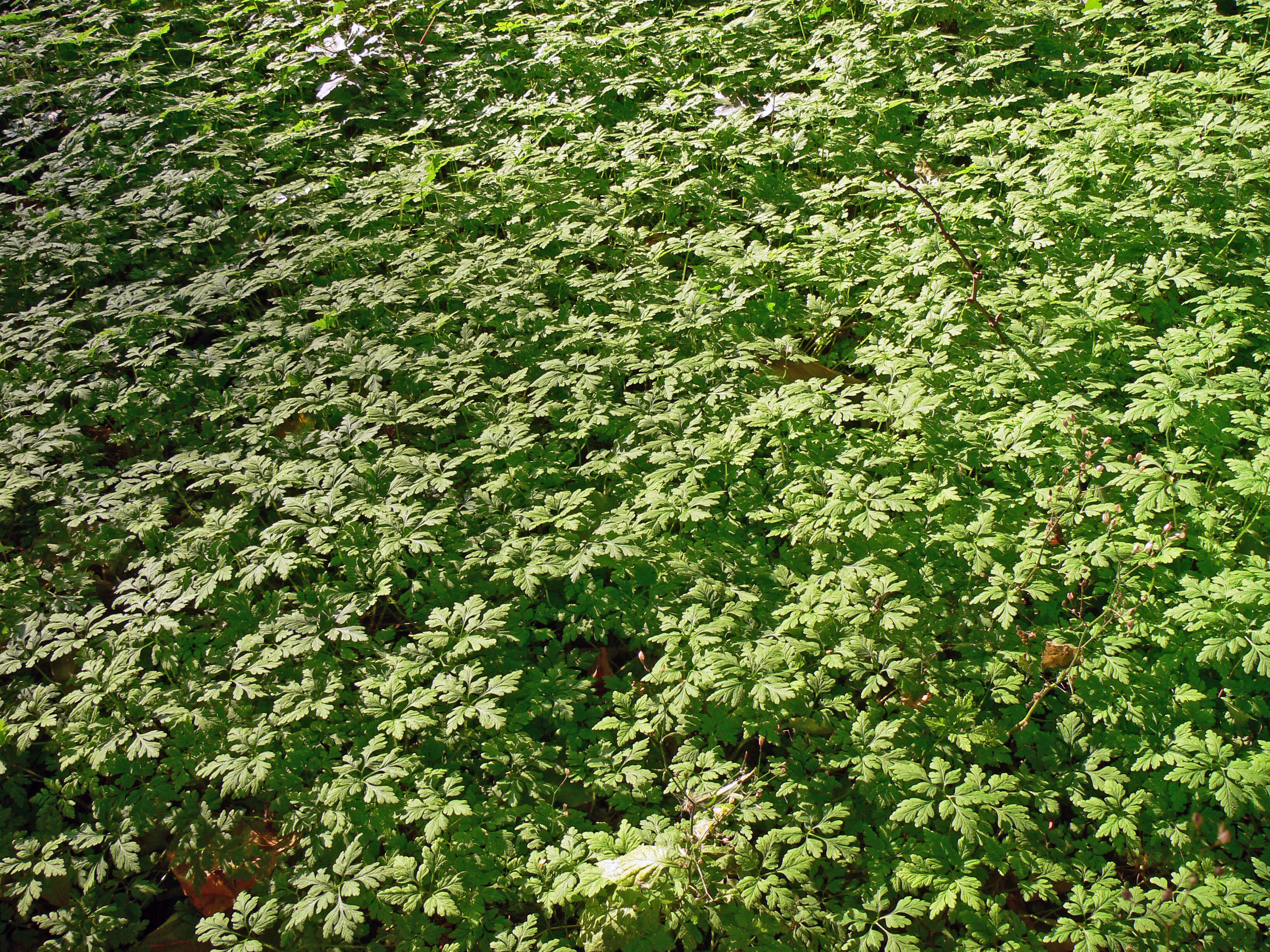
Tapis dense et décoratif de géranium spontané, sur talus ombré, en zone urbaine mais peu fréquentée.

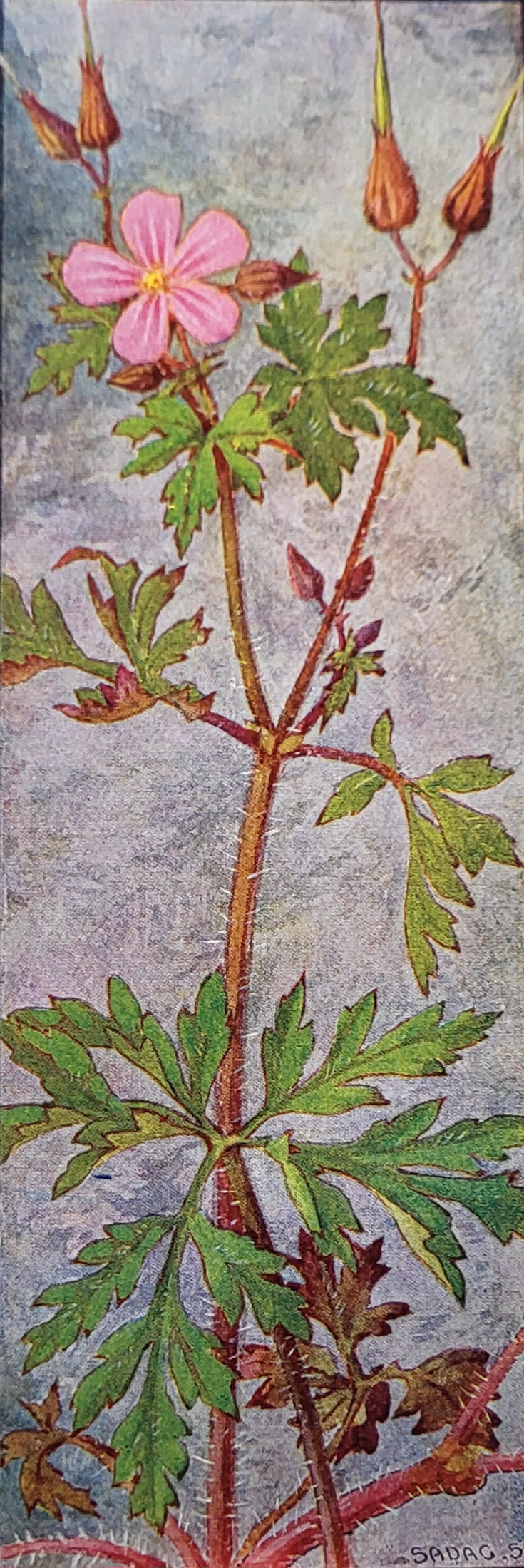
Geranium robertianum 1922

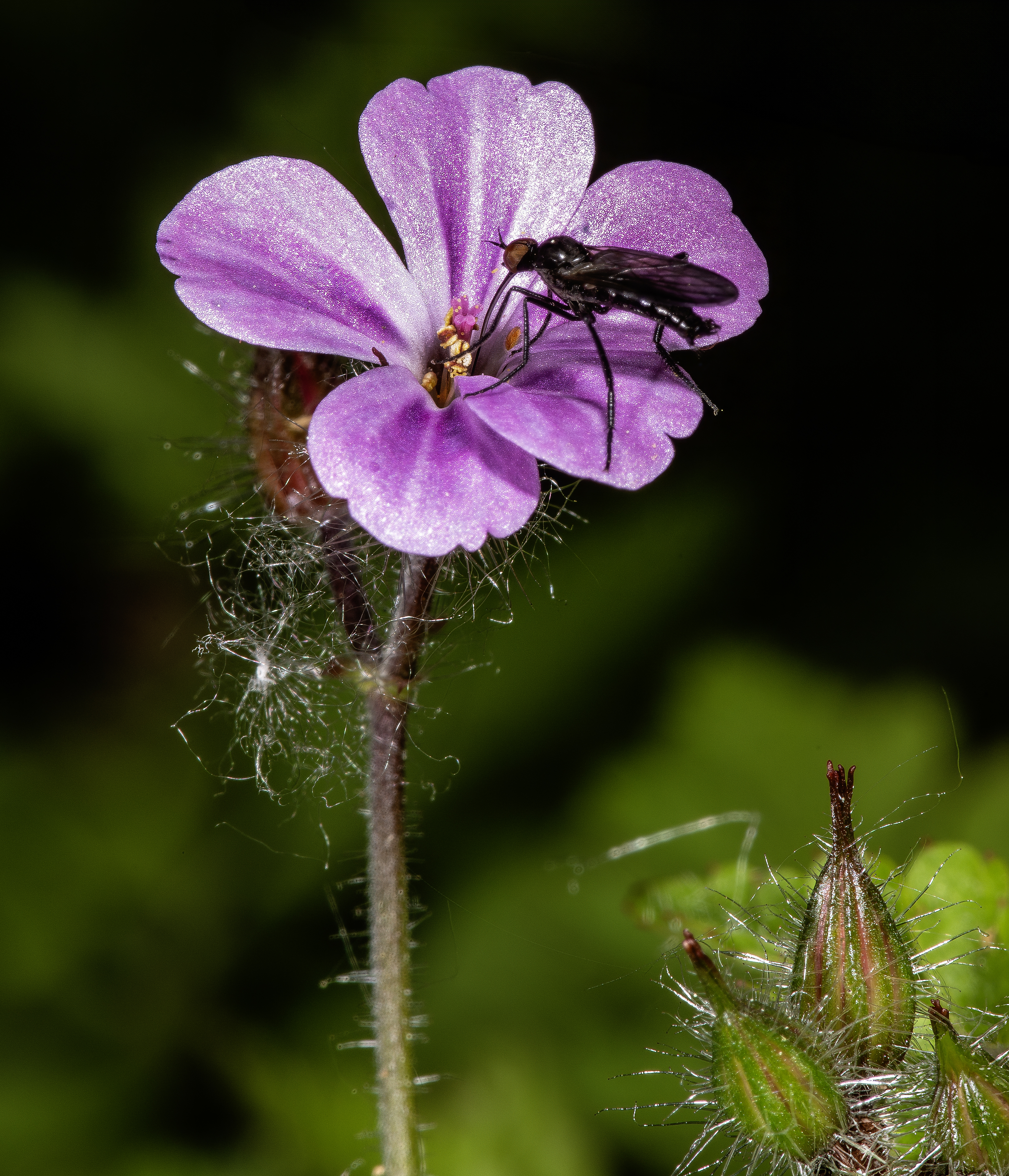
Hybos culiciformis sur un Geranium robertianum.

Le Géranium Herbe à Robert (Geranium robertianum), est une plante (annuelle ou bisannuelle) de la famille des Géraniacées. C'est une plante commune dans une grande partie des zones tempérées de l'hémisphère nord.
Elle est parfois utilisée comme plante ornementale, comme couvre-sol.

## Phytonymie

### Étymologie
Son nom proviendrait davantage de sa couleur rougeâtre, ruber en latin, qui par corruption a donné « robert », que du nom du premier évêque de Salzbourg, Rupert qui — dit-on — utilisait les vertus médicinales de cette plante contre les hémorragies en raison de sa richesse en tanins.

### Noms communs
Il est également appelé en français Herbe à Robert, Herbe rouge, Bec de grue ou de cigogne (Alsace), aiguille Notre-Dame, cerfeuil sauvage (à cause de la forme de ses feuilles), épingles de la Vierge, fourchette du diable (à cause de la longue et curieuse pointe qui termine ses fruits) ; en anglais Herb Robert et  Herb Robin, en italien Erba roberta et Geranio di San Roberto, en espagnol Herba de sant Robert et Hieba de san Roberto, en allemand Roberts Storchschnabel, Ruprechts-Storchschnabel et Ruprechtskraut, en néerlandais Robertskruid.

### Synonymes
- Taxonomiques Geranium rupertianum Beckh. et Geranium eriophorum
- Nomenclaturaux Geranium foetidum Moench et Geranium palmatisectum

## Description

### Appareil végétatif
C'est une plante herbacée annuelle ou bisannuelle (parfois vivace) de 10 cm à 50 cm de haut (20 à 40 cm le plus souvent). Plante thérophyte ou hémicryptophyte plus ou moins stolonifère, elle a une tige, grêle, rougeâtre, velue, renflée aux nœuds.
La feuille, d'aspect froissé, est très découpée, d'aspect palmatiséqué à 3 à 5 lobes (ressemblant à des folioles) pennatifides. Elle mesure 3 à 4 cm de long et 3 à 7,5 cm de large. Elle comprend un long pétiole velu, souvent rougeâtre. Le limbe est velu, vert à la face supérieure, vert grisâtre et tomenteux à la face inférieure. Certains spécimens sont rouges ou certaines feuilles virent au rouge à la fin de l'été, ou au début de l'automne. Cette couleur est due à la présence de xanthophylles, pigments qui appartiennent à la famille des caroténoïdes, jouant un rôle de protecteurs cellulaires contre la photo-oxydation catalysée par les chlorophylles.

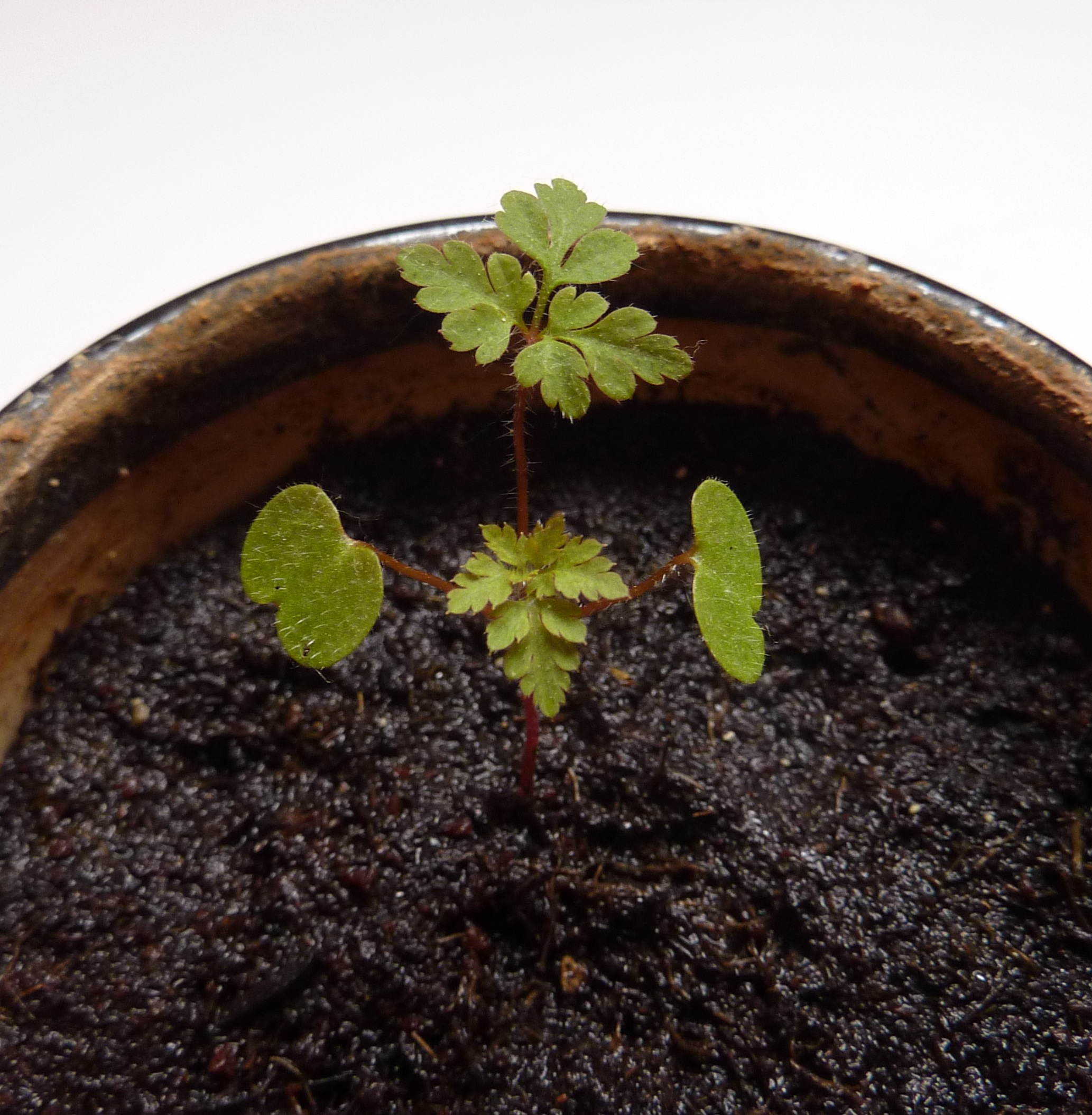
Plantule.
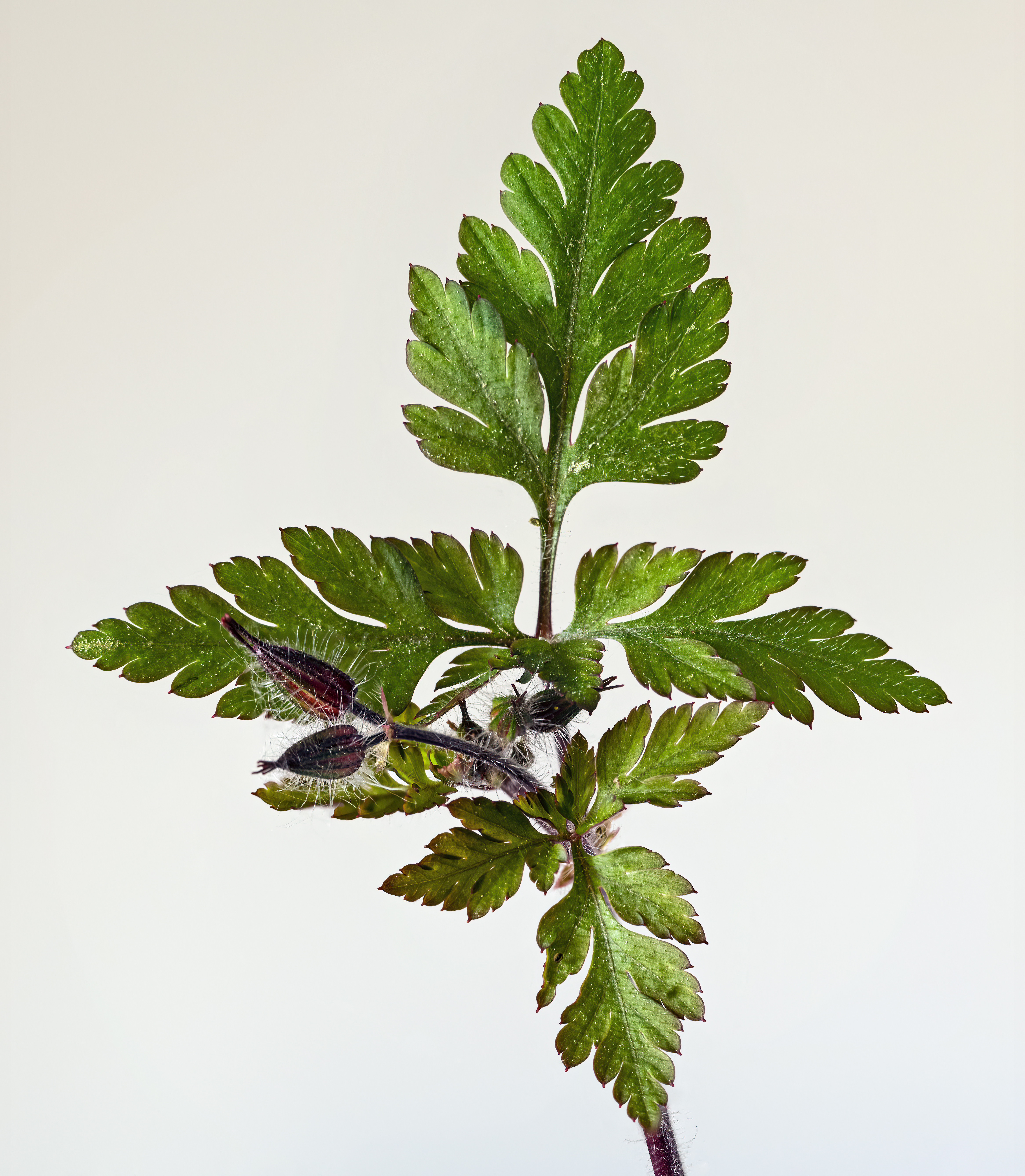
Feuilles.
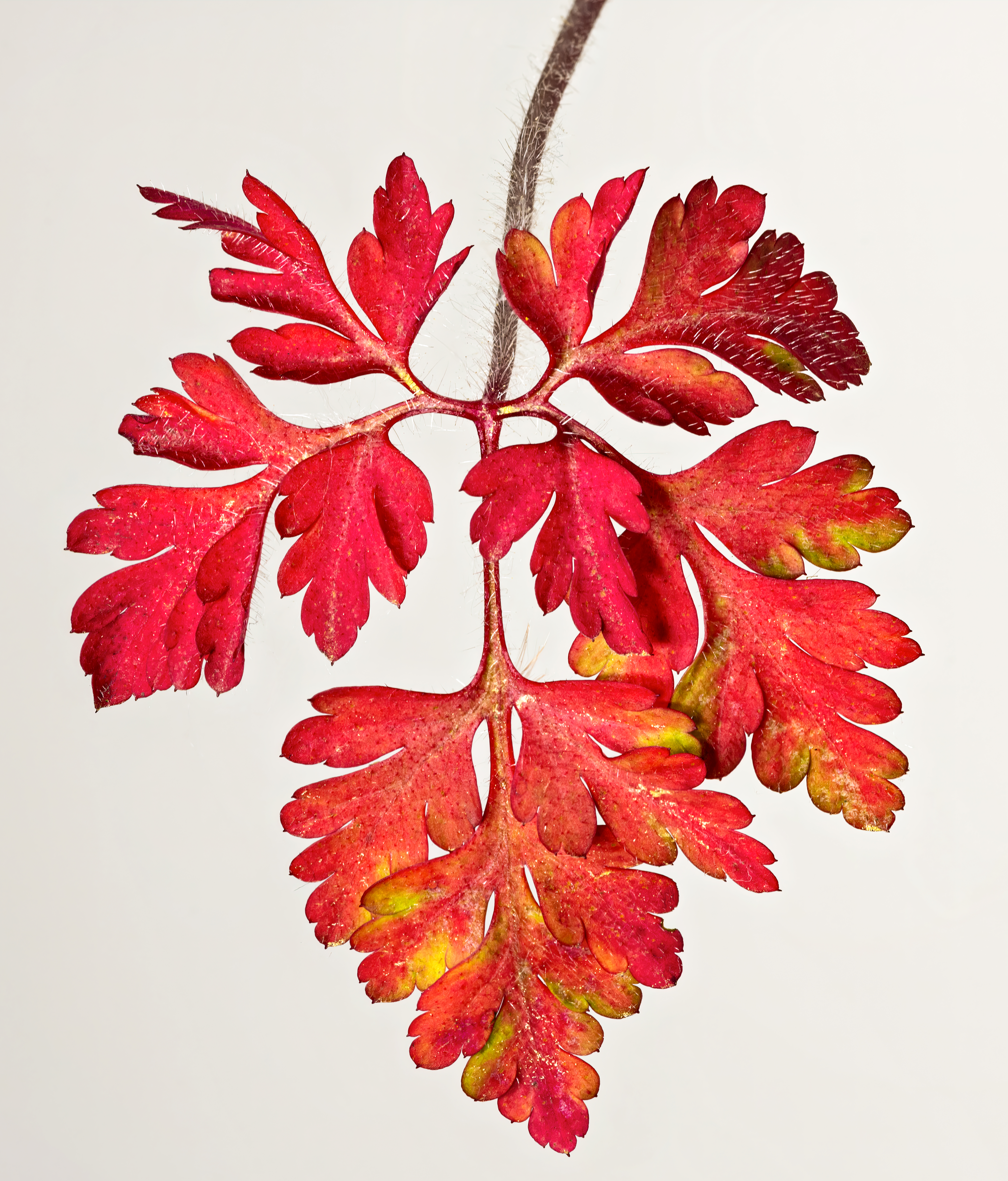
Feuille rouge riche en xanthophylle.

### Appareil reproducteur
La fleur a cinq pétales. Elle mesure de 1,5 à 2 cm de diamètre. Elle comprend un calice constitué par 5 sépales dressés, resserrés au sommet, mucronés, striés longitudinalement. Le style dépasse nettement le calice. Les pétales sont roses tirant parfois sur le violacé.

Les fleurs sont disposées par deux sur chaque pédoncule. Elles présentent souvent des rayures plus claires.

La paroi extérieure du pollen de Geranium robertianum L. est constituée d'une structure protéique inhabituelle. Elle est exclusivement formée d'ectexines, et ne possède pas la couche interne habituellement trouvée chez les pollens (couche d'endexine) .
Très odorant, le géranium robert dégage une odeur fétide très forte et âcre encore plus intense lorsqu'on froisse ses feuilles entre les doigts. Les poils rendent la plante poisseuse tant leurs glandes sont remplies d'essence aromatique, ce qui lui vaut le surnom de "Stinky Bob" (Robert, le puant).
- Floraison : avril à septembre
- Le fruit : il est constitué par 5 carpelles ridés, dont les apex se détachent de l'axe central, de la base au sommet, en se recourbant, c'est la déhiscence.
- Dissémination : la déhiscence projette les carpelles mûrs à plusieurs dizaines de centimètres autour de la plante.

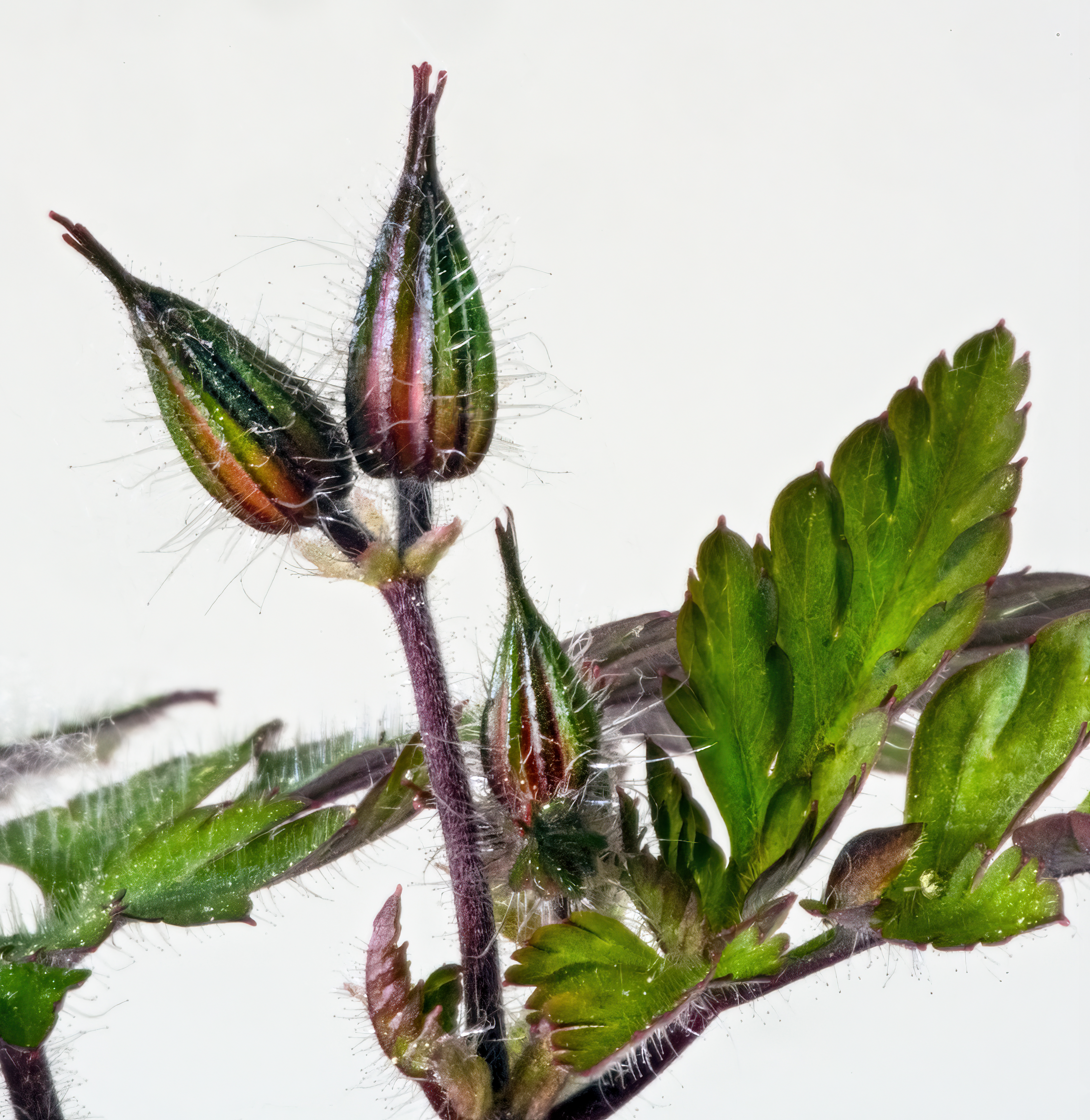
Boutons.
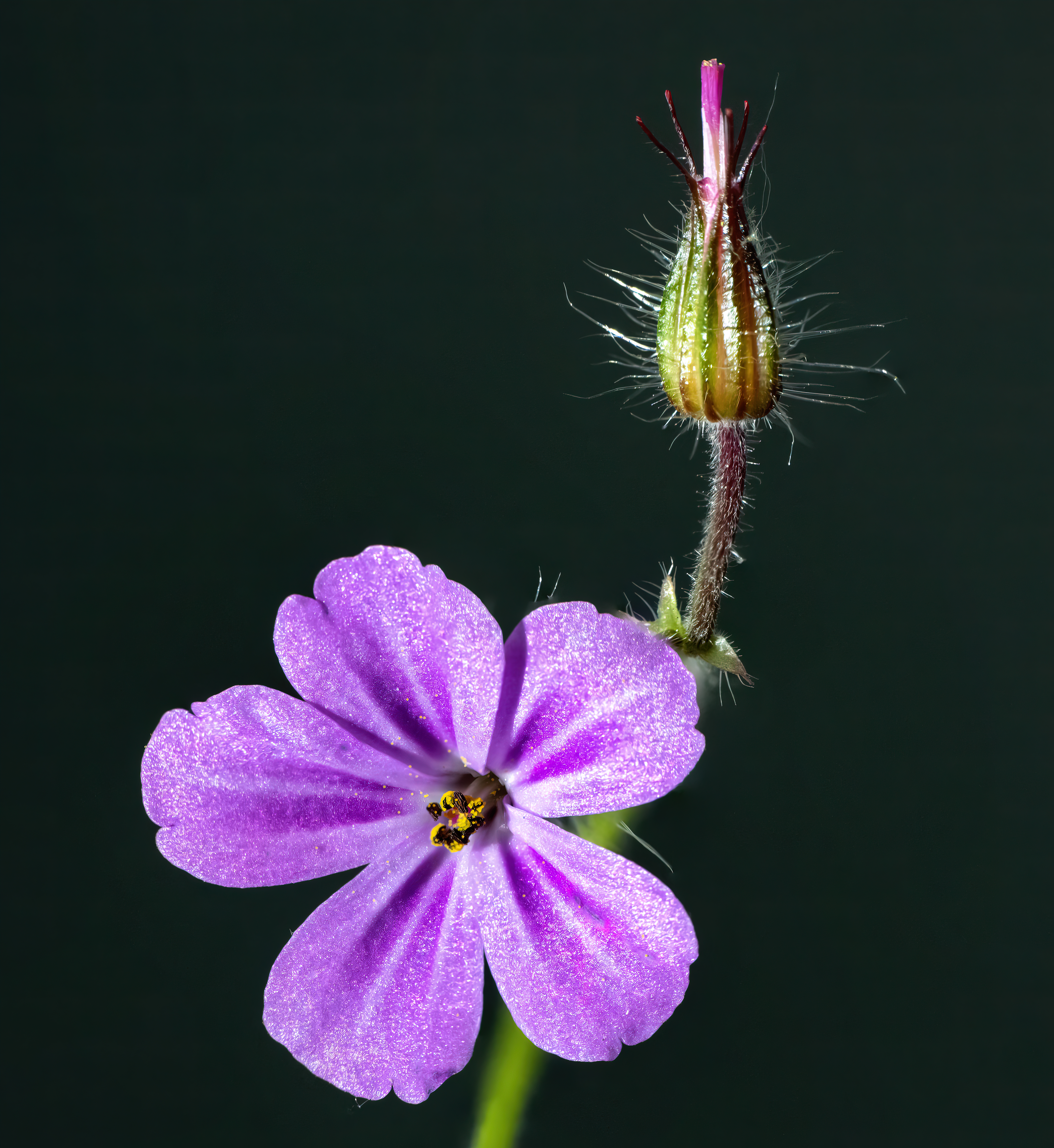
Fleur et bouton
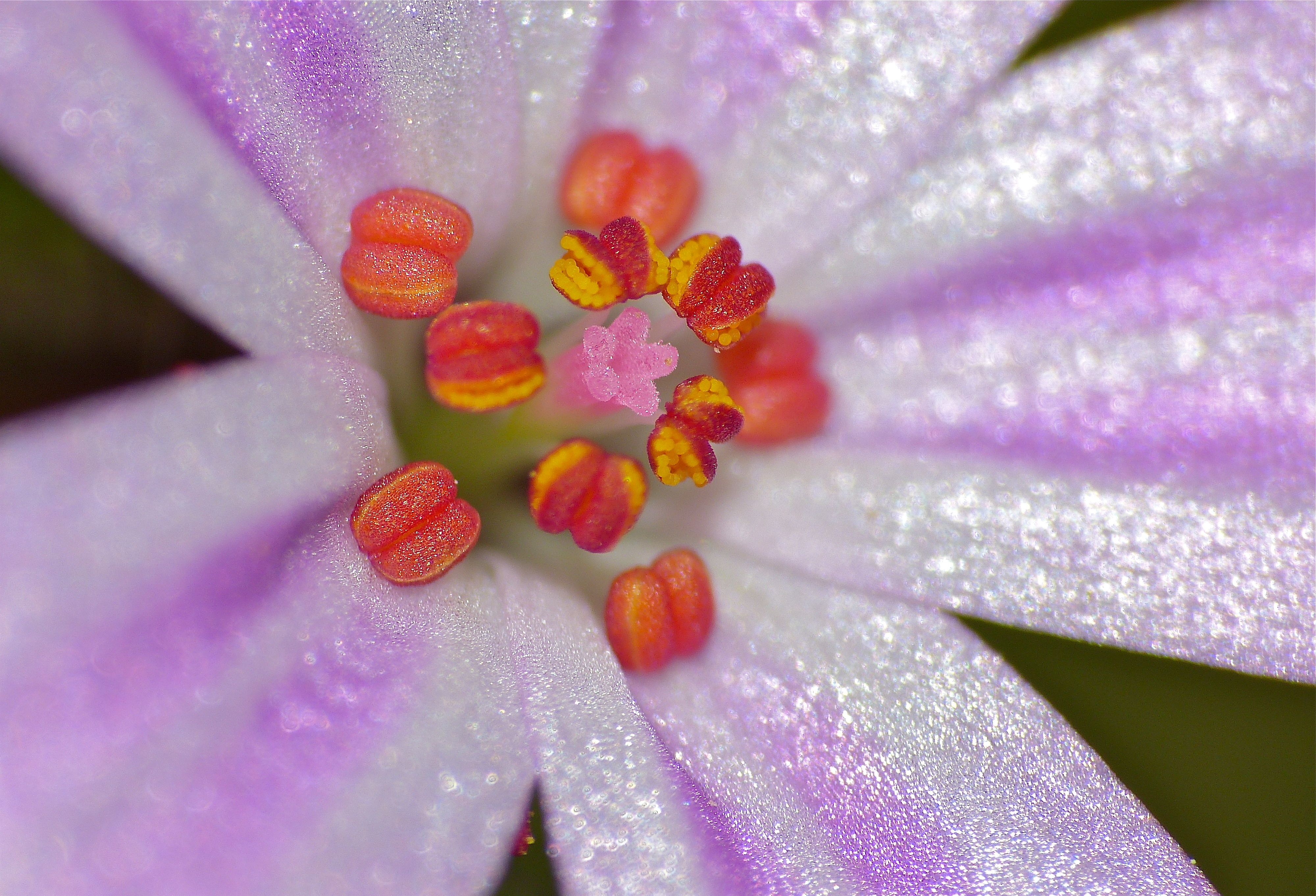
Étamines et pistil.
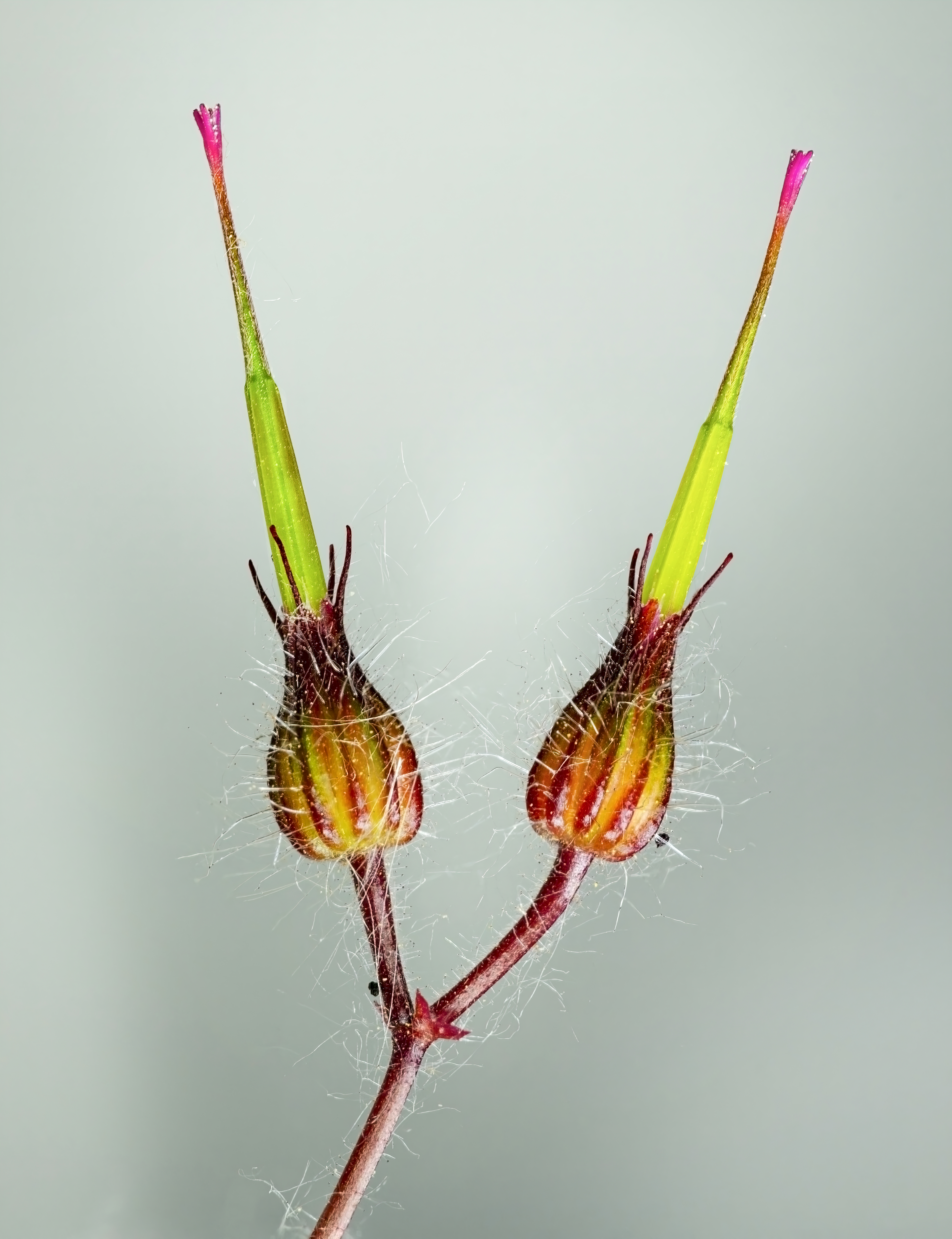
Fruits
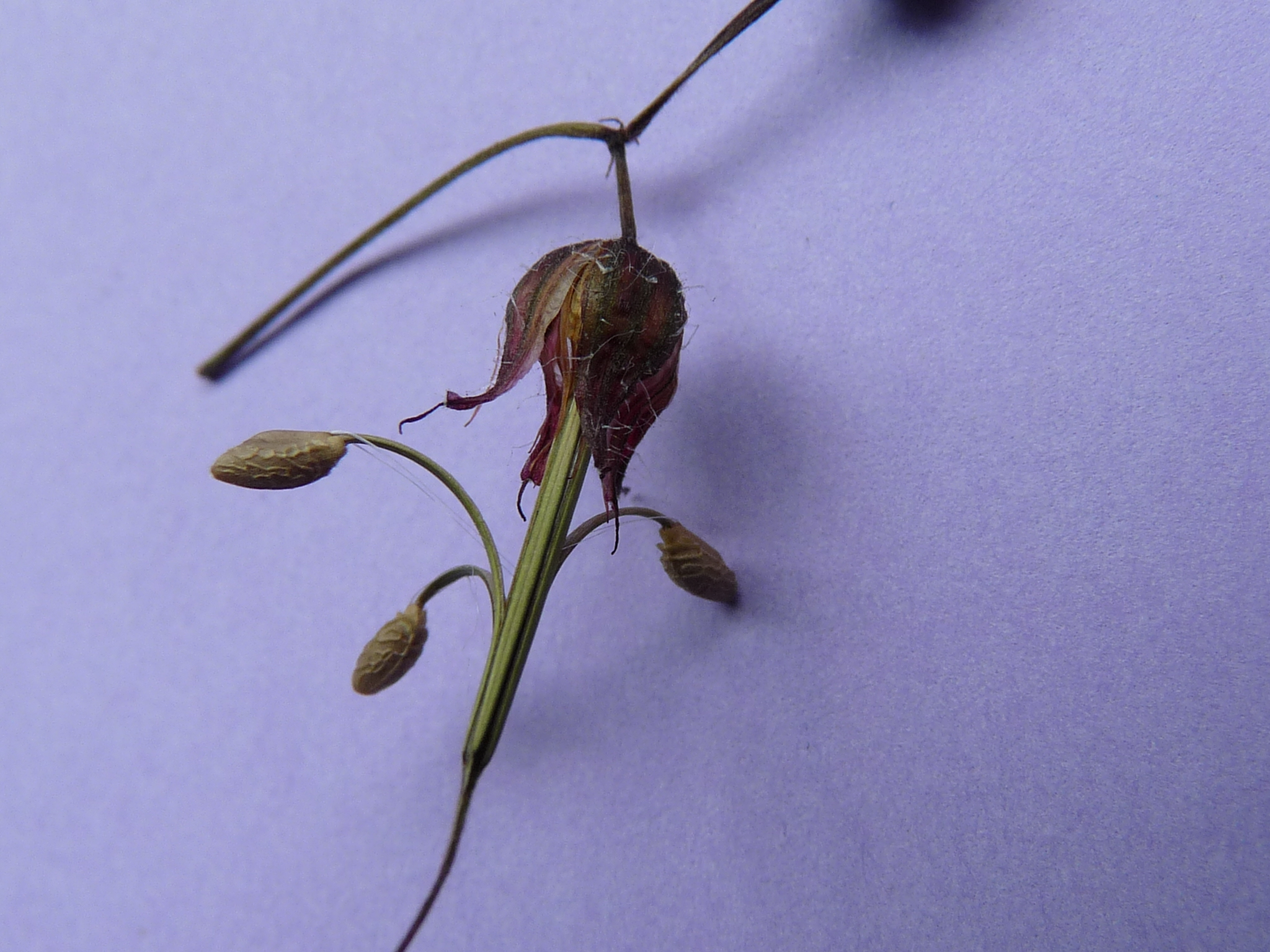
Déhiscence.

## Habitat et répartition
L'herbe à Robert affectionne les sols riches en éléments nutritifs (ourlet, forêts sur sol riche, les zones rudérales à proximité des habitations (pieds de vieux murs et murets) et les milieux légèrement anthropisés (bords des chemins, des haies et les bois…).

Ses populations peuvent être denses en milieux humifiés, frais et ensoleillés ou un peu plus secs, mais demi-ombrés. Dans les friches, sur sols remodelés ou sur les ruines, elle se comporte parfois comme une pionnière.
Elle est présente en Amérique et en Asie, dans toute l'Europe et pour la France dans tous les départements.

## Usages

### Usage médicinal
Toutes les parties de la plante ont été utilisées en pharmacopée traditionnelle, grâce à la présence de différents composés (tanins, huile essentielle, acide citrique, principe amer, la géraniine). Selon le principe de la théorie des signatures, une plante qui possède des pigments rouges est censée régénérer le sang ou soigner les maux liés à la circulation sanguine (usage comme hémostatique, cicatrisant, problèmes cardiaques), certaines des propriétés du Géranium ayant reçu une confirmation scientifique.
- L'infusion de plante entière (hors racine) était réputée lutter contre la dysenterie et les hémorragies utérines. Elle peut être utilisée comme hémostatique externe, réducteur de glycémie chez les diabétiques, pour lutter contre les infections urinaires, les diarrhées, les hémorroïdes[11].
- Son huile essentielle est réputée antiseptique. Associée à la bistorte, l’aigremoine et le chêne, elle devait guérir la diarrhée de l'enfant ou de l'adulte[11].
- Les sommités[12] ont des propriétés diurétiques.
- Les extraits de cette plante contiennent des quantités importantes de vitamines A, B et C ainsi que des sels minéraux (calcium, potassium, magnésium, fer, phosphore, et germanium utilisé en médecine alternative pour ses propriétés cytotoxiques)[13].
- Elle était aussi réputée pour désengorger les mamelles[14].

En France, elle doit comporter un minimum de 10 % de tanin pour être vendue comme plante médicinale : « La partie utilisée du géranium herbe à Robert est constituée par les parties aériennes fleuries, fragmentées, séchées, de Geranium robertianum. Le géranium herbe à Robert contient au minimum 10,0 % de tanins ». .

### Usage alimentaire
La plante est comestible, même crue. Les feuilles fraîches peuvent être utilisées dans une salade ou un thé mais elles ont cependant un goût terreux, amer et astringent.

### Autres usages
Sa racine était utilisée pour tanner les cuirs (richesse en tanin). Les feuilles fraîchement cueillies dégagent une odeur, liée à la présence d'huile essentielle, rappelant celle des pneus brûlants lorsqu'elles sont froissées ou écrasées. Si elles sont frottées sur le corps, leur odeur désagréable est censée repousser les insectes de toutes sortes (moustiques, guêpes, frelons). C'est la raison pour laquelle certaines espèces de Géranium à forte odeur sont disposées sur les balcons, le long des terrasses et des piscines.